# Mozhgá
Mozhgá (en ruso: Можга́) es una ciudad ubicada en el suroeste de la república de Udmurtia, Rusia, a unos 90 km al suroeste de Izhevsk —la capital de la república— y a unos 60 al norte del río Kama, uno de los principales afluentes del Volga. Su población en el año 2010 era de cerca de 48 000 habitantes.

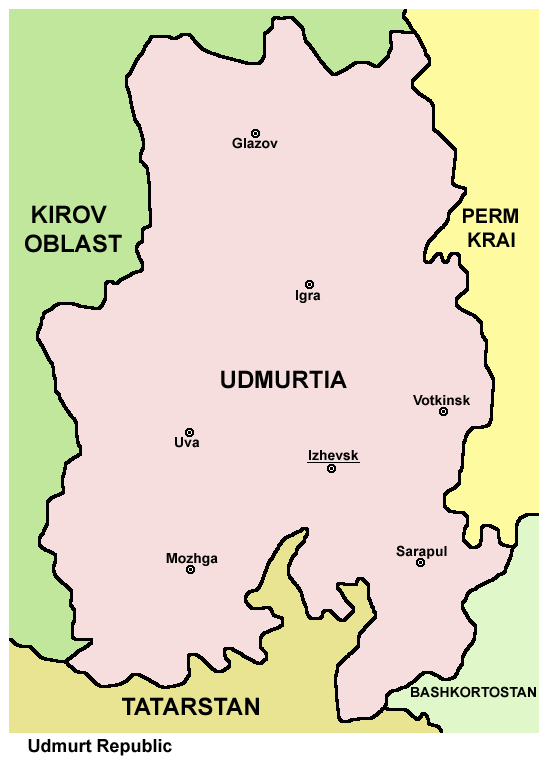
Mapa de Udmurtia en el que aparece Mozhgá

## Historia
Se fundó en 1835 como un asentamiento para la creación de vidrio soplado y pronto llegó a ser famosa por sus trabajos de vasos, jarras y figuras de animales de cristal. En 1916, una estación de ferrocarril fue creada cerca del lugar. Obtuvo la categoría de ciudad en 1927.